# 印度事务部
印度事务部（或作“印度事务办公室”，India Office）为英属印度时期大英帝国的政府部门，对英属印度政府负责，由英国首相的内阁成员——印度事务大臣领导。
印度事务部于1858年因应印度政府议案的规定而设置的英国政府机构，该议案限制了不列颠东印度公司的部分权利，使得1947年印度独立以前一直在英王的直接统治之下，之后印度分裂为印度共和国和巴基斯坦二个国家。印度事务部在英国政府部门中属于特权部门，直到1935年新的印度政府议案付诸实施以前，一直可以支配印度政府庞大的财政收入。
印度事务部自诞生到中止始运行掌握几乎全部印度的信息资源和对印度的政策，也是英国和印度之间政治、官僚机器和商业利益的联系纽带。